# Pala di San Francesco di Brescia
La Pala di San Francesco di Brescia è un dipinto a olio su tavola (193x324 cm) del Romanino, databile al 1517 circa e conservato nella chiesa di San Francesco di Brescia.

## Storia
L'opera venne realizzata poco dopo il rientro dell'artista da Padova, dove era entrato in contatto con le novità di Tiziano alla Scuola del Santo. 

## Descrizione e stile
Come nella Pala di Santa Giustina, di poco anteriore, l'artista omaggiò il senso teatrale e il colore denso di Tiziano, lasciando affiorare però i motivi della sua formazione lombarda, a partire dalla presenza della volta a botte che incornicia il gruppo sacro, un motivo bramantesco usato spesso nel Quattrocento.
In questa pala, dove già compaiono i tipi fisici e fisiognomici che ricorreranno nella sua carriera, la Madonna col Bambino è assisa su un alto trono, sullo sfondo di un cielo che si intravede negli spazi vuoti lasciati dalle figure e dagli angioletti che tendono un drappo verde sulla spalliera. 
Il gruppo di santi è serratamente affollato attorno al trono, lasciando appena lo spazio per vedere un bassorilievo all'antica sulla base, in ombra. Essi sono tutti legati all'ordine francescano: dai santi Francesco d'Assisi e Antonio da Padova, in piedi ai lati, a Bonaventura, Ludovico di Tolosa e Bernardino da Siena, oltre a un monaco (padre Francesco Sanson), inginocchiati in  basso.
L'attenzione alla luce, che non esita a lasciare alcuni protagonisti in ombra, e la cura dei dettagli, come la resa della consistenza materica delle vesti, ne fanno un'opera di notevole modernità innestata su uno schema iconografico tradizionale.